# NGC 1007
NGC 1007 é uma galáxia  localizada na direcção da constelação de Cetus. Possui uma declinação de +02° 09' 20" e uma ascensão recta de 2 horas, 37 minutos e 52,2 segundos.
A galáxia NGC 1007 foi descoberta em 15 de Janeiro de 1865 por Albert Marth.